# Jules-Romain Joyant
Jules-Romain Joyant, né le 16 août 1803 à Paris et mort le 6 juillet 1854 à Paris, est un peintre paysagiste français.

## Biographie
Jules-Romain Joyant est élève de Bidauld, de Lethière et de l'architecte Huyot. Il est remarqué très tôt par la critique d'art de l'époque, dès son premier Salon de peinture et de sculpture en 1835. Il fut probablement l'un des premiers peintres romantiques français à pratiquer, sur les conseils de Bonington, la technique de l'aquarelle, jusque-là typiquement anglaise. Bonington lui recommande également d'aller dessiner et peindre en Italie, où il se rend dès 1829. 
Il se découvre une véritable passion pour ce pays et il passe une grande partie de sa vie sur les routes entre Rome, Florence, Bologne et surtout Venise. Peintre paysagiste d'architectures urbaines, il devient un fervent admirateur de ses prestigieux prédécesseurs italiens du XVIIIe siècle : Giovanni Paolo Panini, Canaletto et Francesco Guardi. Tout comme eux, il sait harmoniser la richesse et la douceur des couleurs avec un dessin irréprochable, fondé sur l'emploi de curieux appareils d'optique, étudiés ici pour la première fois. 
Il est inhumé à cimetière du Père-Lachaise.

## Le fonds d'atelier du musée de L'Isle-Adam
Le musée d'Art et d'Histoire Louis-Senlecq a reçu en 1974 une donation de 141 dessins de François Barbier, petit-fils de Charles Joyant (1833-1892) et neveu de Maurice Joyant, puis en 1980 de la grande peinture du Campo Vaccino. Cet ensemble complet, depuis les esquisses préparatoires jusqu'aux huiles les plus achevées, montre les arcanes de la création d'un grand védutiste romantique. En 2003, une grande exposition lui a été consacrée dans ce musée.

## Galerie

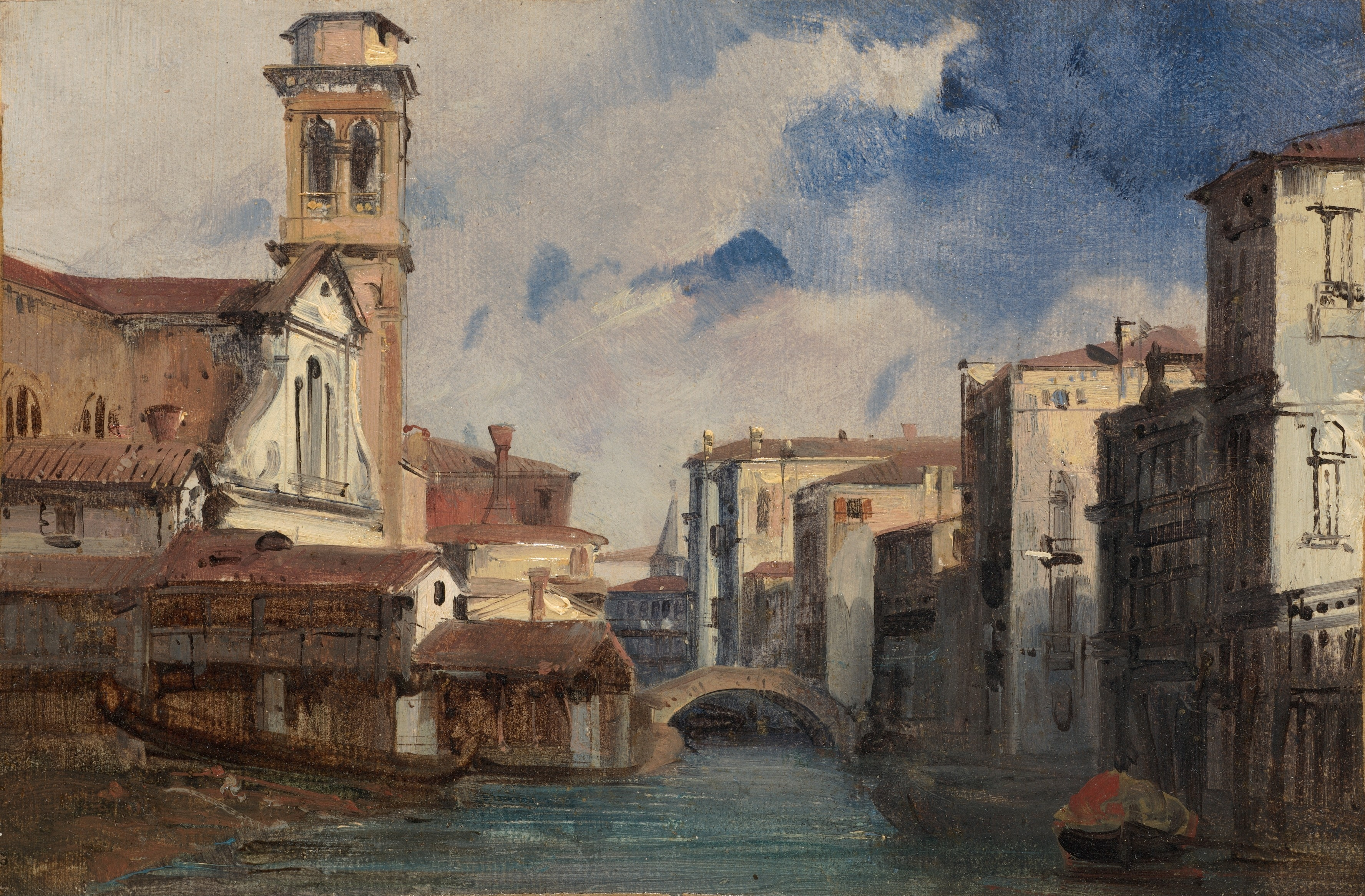
L'église San Trovaso de Venise, vers 1830
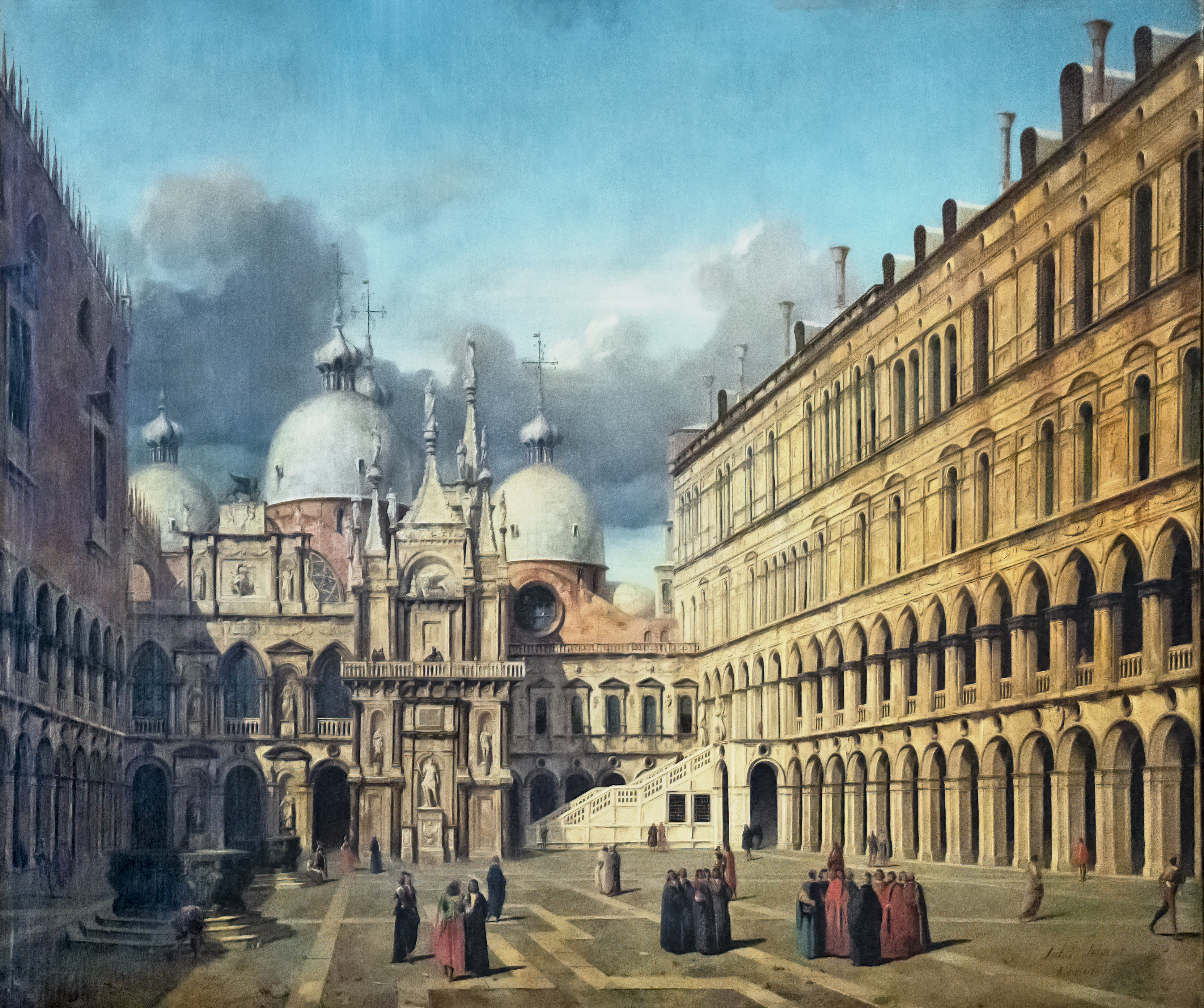
Intérieur du Palais des Doges à Venise, 1837

### Source
- Collectif d'auteurs, Sur la route de Venise : Jules-Romain Joyant, 1803-1854 : les voyages en Italie du "Canaletto français", 2003